# Brasero
Brasero é um programa de gravação de discos para Linux e sistemas baseados em Unix, desenvolvido originalmente por Philippe Rouquier e Luis Medinas, que serve de front-end (usando GTK) para cdrtools, growisofs e (opcionalmente) libburn.